# Кривошапко Олександр Олександрович
Олександр Олександрович Кривошапко (нар. 19 січня 1992, Маріуполь) — український співак, ліричний тенор, фіналіст шоу «Х-фактор».

## Освіта
Навчався у музичній школі за класом труби. Починаючи з 8 років, брав участь у конкурсах естрадної пісні. Як свідчить автобіографія, був учасником 54 конкурсів, у 52 із них займав перші місця.
Закінчив Маріупольське музичне училище, студент Російської академії музики ім. Гнєсіних (Москва, РФ), спеціальність — академічний вокал. Згодом через участь у програмі «Х-фактор» перевівся до консерваторії ім. Чайковського та вступив до КПІ.

## Участь у «Х-фактор»
На шоу Кривошапко потрапив через кастинг у Донецьку, виконавши пісню Vivo Per Lei Андреа Бочеллі. Став одним із фаворитів шоу після виконання у першому прямому ефірі пісні «Je t'aime» Лари Фабіан.
У сьомому турі рішенням журі був виключений із числа учасників. Це рішення з обуренням сприйняли вболівальники співака, котрі писали петиції, влаштовували демонстрації перед будівлею телеканалу СТБ. Рішенням керівництва телеканалу наступного ефіру Олександра було повернуто до шоу.

### Після шоу
Після закінчення шоу Кривошапка активно запрошують ЗМІ для онлайн-конференцій та інтерв'ю. Також співак бере участь у концертах, зокрема 13 січня 2011 року він виступав на концерті на Майдані Незалежності у Києві, 13 лютого 2011 року — у Міжнародному центрі культури і мистецтв у двох концертах, 8 березня у концерт-холі «Freedom» — на концерті учасників та журі шоу «Х-фактор». Олександр як гість був присутній на церемонії вручення народної премії «Телезірка». Також як гість був запрошений до програми «Підйом» на Новому каналі.
Переміг у номінації «Співак року — 2011» конкурсу «Фаворити Успіху».
Під час виборчої кампанії 2013 року брав участь у концертах на підтримку В.Януковича 

## Відео

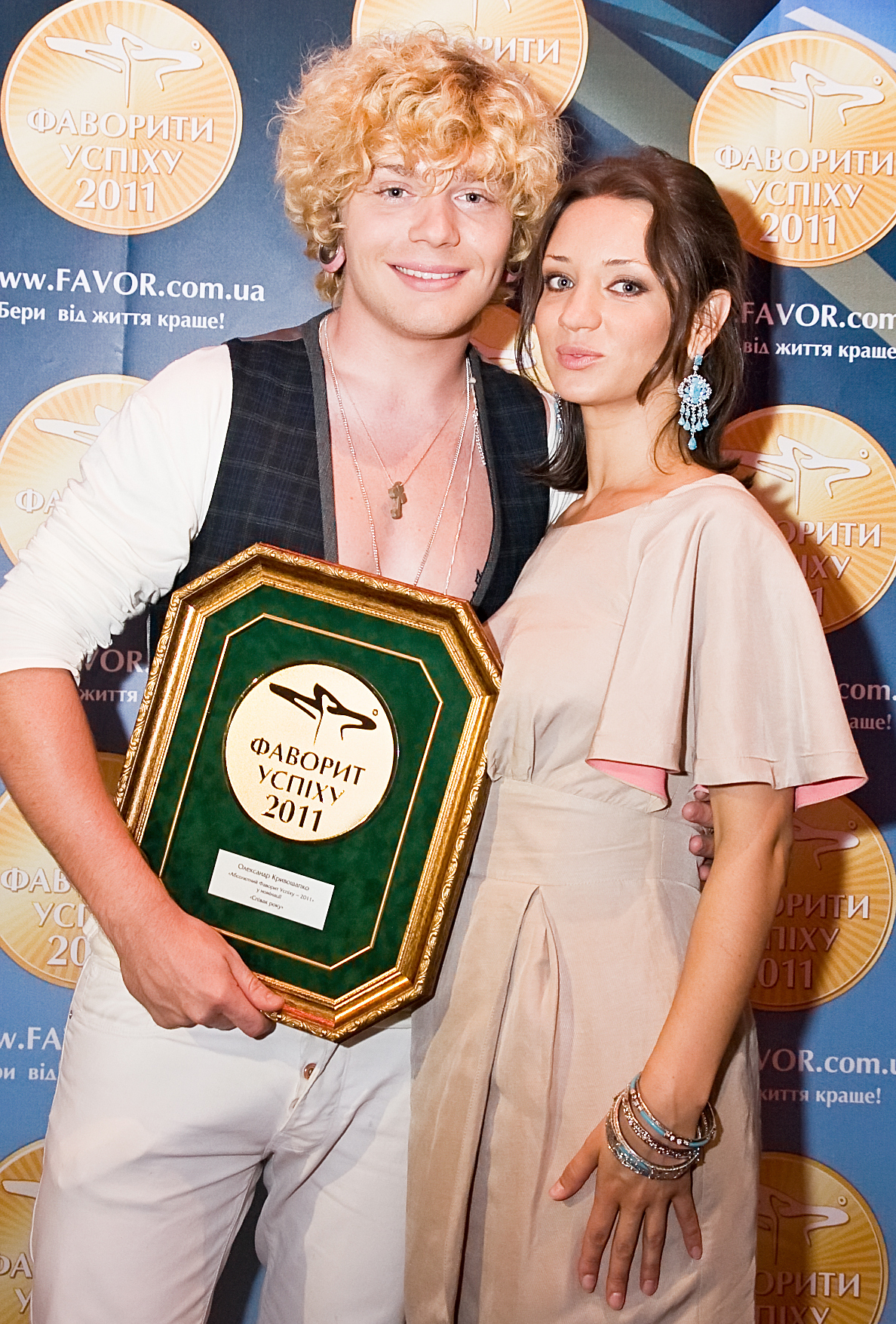
З дружиною Тетяною Денисовою на врученні нагород конкурсу «Фаворити Успіху — 2011». Олександр — «Співак року — 2011»

- 2011 «Vivo per Lei» (кавер Андреа Бочеллі)
- 2012 «Безхмарне небо»
- 2013 «Stubborn» (участь у кліпі Марії Рак)
- 2013 «Сон»

## Участь у шоу «Танці з зірками»
26 лютого 2011 року стартував проєкт «Танці з зірками», у якому  брав участь Олександр. Його партнеркою була Ілона Гвоздьова, учасниця шоу «Танцюють всі!» другого сезону. Дебютним танцем Олександра стала румба. 30 квітня 2012 року він залишив шоу (10-й ефір).

## Контракт з Sony Music Entertainment
2011 року Олександр підписав контракт з Sony Music і почав створення дебютного синглу. У червні 2011 року відбувся сольний тур Україною. У липні 2011-го записав перший відеокліп на пісню «Vivo Per Lei».
Презентація кліпу відбулась 2 серпня 2011 року. 2012-го випускає другий кліп під назвою «Безхмарне небо».
8 лютого 2013 року Олександр написав, що контракт було розірвано.

## Особисте життя
18 травня 2011 Олександр одружився з Тетяною Денисовою, відомою хореографісткою, головною постановницею «Х-Фактору» і суддею проєкту «Танцюють всі». Обраниця співака старша за нього майже на 12 років.
Після численних сварок подружжя розлучилося.
Другою дружиною Олександра стала українська актриса та модель із Запорізької області Марина Кінські. У серпні 2017 року у пари народився первісток — донька Аліса.